# Apostasia (botanica)
Apostasia Blume, 1825 è un genere di piante della famiglia delle Orchidacee, sottofamiglia Apostasioideae.

## Descrizione
È uno dei generi basali nell'albero evolutivo delle Orchidaceae. Comprende orchidee terrestri, con fiori poco vistosi, di colore giallastro, che presentano un labello poco differenziato da petali e sepali e un gimnostemio rudimentale, con 2 o 3 stami. Il polline non è organizzato in pollinii.

## Tassonomia
Il genere comprende le seguenti specie:
- Apostasia fogangica Y.Y.Yin, P.S.Zhong & Z.J.Liu
- Apostasia latifolia Rolfe
- Apostasia nuda R.Br. in N.Wallich
- Apostasia odorata Blume
- Apostasia parvula Schltr.
- Apostasia ramifera S.C.Chen & K.Y.Lang
- Apostasia shenzhenica Z.J.Liu & L.J.Chen
- Apostasia wallichii R.Br. in N.Wallich